# John Nelder
John Ashworth Nelder (* 8. Oktober 1924 in Brushford, Somerset; † 7. August 2010 in Luton, Bedfordshire) war ein britischer Mathematiker und Statistiker.

## Leben
Nelder studierte an der Universität Cambridge (Sidney Sussex College). 1951 bis 1968 war er Leiter der Statistik in der National Vegetable Research Station in Wellesbourne und 1968 bis 1984 in der Rothamstead Experimental Station. Ab 1972 war er auch Gastprofessor am Imperial College London.
Nelder führte 1972 zusammen mit Robert Wedderburn die Modellklasse der verallgemeinerten lineare Modelle ein. Außerdem entwickelte er Statistik-Softwarepakete dazu (GLIM für Generalized Linear Interactive Working Program, das 1975 angekündigt wurde, und GenStat).
1965 entwickelte er mit Roger Mead das Downhill-Simplex-Verfahren (Nelder-Mead-Verfahren).
1981 wurde er Fellow der Royal Society und 2005 erhielt er die Guy Medal der Royal Statistical Society.

## Schriften
- mit Roger Mead: A simplex method for function minimization. Computer Journal, Band 7, 1965, S. 308–313.
- mit Robert Wedderburn: Generalized Linear Models. Journal of the Royal Statistical Society. Series A (General), Band 135, 1972, S. 370–384.
- mit Peter McCullagh: Generalized Linear Models. Chapman and Hall/CRC Press, 2. Auflage (1. Auflage), Boca Raton 1989 (1983), ISBN 0-412-31760-5.
- mit Youngjo Lee, Yudi Pawitan: Generalized Linear Models with Random Effects. Unified Analysis via H-likelihood. Chapman and Hall/CRC Press, Boca Raton 2006, ISBN 978-1-58488-631-0.